# 통영 연화사 불설아미타경
통영 연화사 불설아미타경(統營 蓮花寺 佛說阿彌陀經)은 대한민국 경상남도 통영시 연화사에 있는 조선시대의 불경이다. 2019년 8월 1일 경상남도의 유형문화재 제651호로 지정되었다.

## 지정 사유
｢불설아미타경[언해]｣은 정토삼부경의 하나인 ｢불설아미타경｣에 한글로 구결을 달고 언해한 책이다. 이 자료는 귀중본(貴重本)의 기준이 되는 임진왜란(1592년) 이후(以前)인 1702년에 간행되기는 하였지만, 본문에 1464년 간경도감본을 번각하였다는 것이 확인되기 때문에, 간경도감본과 번각본과의 비교연구 자료로서의 중요한 가치를 지니고 있으므로 경상남도 유형문화재로 지정한다.

## 참고 문헌
- 통영 연화사 불설아미타경 - 국가유산청 국가유산포털